# مارسل بارنا
مارسل بارِنا (کاتالونیایی: Marcel Barrena؛ زادهٔ ۱۵ اکتبر ۱۹۸۱) کارگردان فیلم، تدوین‌گر و فیلم‌نامه‌نویس اهل اسپانیا است.
او برای نخستین فیلمش «چهار فصل» که یک فیلم کمدی رمانتیک بود، برندهٔ جایزه گائودی شد.
از فیلم‌هایی که وی در آن‌ها نقش داشته است، می‌توان به ۴۷، ۱۰۰ متر اشاره نمود.